# High Performance Fortran
High Performance Fortran (HPF) є розширенням Fortran 90 з конструкціями, які підтримують паралельні обчислення, опублікованими High Performance Fortran Forum (HPFF). HPFF був скликаний під головуванням Кена Кеннеді Університету Райса. Перша версія звіту HPF була опублікована в 1993 році.
Ґрунтуючись на синтаксисі масиву, введеної в Fortran 90, HPF використовує паралельну модель даних обчислень для підтримки поширення роботу одного обчислення масиву над декількома процесорами. Це дозволяє ефективну реалізацію на обох SIMD і MIMD архітектури стилі. В особливості HPF включені:
- Нові Fortran заяви, такі як FORALL.
- директиви компілятора для рекомендованих розподілів даних масиву.
- Зовнішній інтерфейс процедури для взаємодії з паралельними процедурами, які не є HPF, з використанням передачі повідомлень.

- Додаткові бібліотеки підпрограм - в тому числі екологічного, паралельний запит префікс / суфікс (наприклад, "сканувати"), розсіювання даних і сортувальних операцій

У Fortran 95 включені кілька можливостей HPF. У відповідь HPFF знову скликав і опублікував звіт 2.0 HPF. В оновленому звіті видалений матеріал, який вже був покритий Fortran 95. Доповідь було також реорганізовано і переглянуті на основі досвіду з HPF 1.0.
У той час як деякі виробники зробили включити HPF в їх укладачів в 1990-і роки, деякі аспекти виявилися важкими для реалізації і сумнівного використання. З тих пір більшість виробників і користувачів перейшли на OpenMP на основі паралельної обробки даних. Однак HPF продовжує впливати. Наприклад, пропонований тип BIT даних для майбутніх стандарт Fortran-2008 містить ряд нових вбудованих функцій, узятих безпосередньо з HPF.